# Stade d'Ismaïlia
 (avril 2025).
Si vous disposez d'ouvrages ou d'articles de référence ou si vous connaissez des sites web de qualité traitant du thème abordé ici, merci de compléter l'article en donnant les références utiles à sa vérifiabilité et en les liant à la section « Notes et références ».
Le stade d'Ismaïlia (en arabe : ملعب الاسماعيلية) est un stade de football égyptien situé dans la ville d'Ismaïlia.
Il est surtout connu pour servir de stade à l'équipe de première division égyptienne d'Ismaily SC.
Sa capacité est d'environ 18 525 spectateurs à la suite de la rénovation de 2009.
Il fut l'un des six stades, hôtes de la CAN 2006.